# A Passion Play
A Passion Play é um "álbum conceitual" e sexto álbum de estúdio lançado pela banda britânica Jethro Tull. Com um tema que fala aparentemente sobre a jornada de um homem no pós-vida, seu formato é similiar ao de Thick as a Brick, com uma canção única dividida entre os lados do LP - salvo aqui por uma interrupção para a leitura do estranho conto "The Story Of The Hare Who Lost His Spectacles".
Os versos densos, cheios de jogos de palavras e alegorias, combinados com uma música de certo modo sem criatividade se comparada aos trabalhos anteriores, fez de A Passion Play um dos álbuns mais controversos da carreira do Tull. Em seu lançamento em 1973, o álbum recebeu em geral críticas negativas; ainda assim, vendeu bem o suficiente para alcançar a primeira colocação nas paradas de sucesso norte-americanas.

Script do conceito:
| Críticas profissionais | Críticas profissionais |
| Avaliações da crítica  | Avaliações da crítica  |
| Fonte                  | Avaliação              |
| ---------------------- | ---------------------- |
| Melody Maker           | Sem avaliação          |
| New Musical Express    | Sem avaliação          |

- Ato 1: Funeral de Ronnie Pilgrim: uma manhã de inverno no cemitério.
- Ato 2: O Banco de Memórias: um pequeno mas confortável teatro com uma tela de cinema (na manhã seguinte).
- Ato 3: O escritório de G. Oddie & Filho (dois dias depois).
- Ato 4: O quarto de Magus Perde à meia-noite.

## Faixas
1. "A Passion Play, parte 1" (Anderson)
2. "A Passion Play, parte 2" (Anderson), incluindo:

- - "The Story of the Hare Who Lost His Spectacles" (Anderson / Hammond / Evan)

## Músicos
- Ian Anderson - flauta, violão, saxofone, vocais
- Barriemore Barlow - percussão
- Martin Barre - guitarra
- John Evan - piano, órgão, sintetizador, falas
- Jeffrey Hammond - baixo, vocais